# Stäppvargen
Stäppvargen (tyska: Der Steppenwolf) är en roman från 1927 av Hermann Hesse, publicerad av S. Fischer Verlag. Den räknas som Hesses mest lästa roman.

## Handling
Harry Haller, en medelålders man, kämpar med sin identitet och sin plats i världen. Han slits mellan sin önskan att passa in och sin önskan att vara en outsider. Carl Jungs individuationsfilosofi är en viktig referenspunkt genom hela romanen. Jungs idé om individuation är att varje person har en unik identitet och ett syfte som måste upptäckas och omfamnas för att nå verkligt självförverkligande. Harrys resa för att upptäcka sin identitet och sitt syfte är ett stort tema i romanen och är starkt influerad av Jungs filosofi.

## Eftermäle
- Rockbandet Steppenwolf, bildat 1967, tog sitt namn från romanens titel
- Filmen Steppenwolf från 1974, med Max von Sydow i huvudrollen, bygger på romanen
- "He Was a Steppenwolf" är en låt på albumet Nightflight to Venus från 1978 av Boney M.
- Joakim Thåström refererar till boken i låten "Ner mot terminalen" på albumet Den morronen från 2015